# Roncador stearnsii
Roncador stearnsii és una espècie de peix de la família dels esciènids i de l'ordre dels perciformes.

## Morfologia
- Els mascles poden assolir 70 cm de longitud total i 4.800 g de pes.[1]

## Alimentació
Menja invertebrats, com ara cucs marins, cloïsses, crancs i crustacis petits.

## Hàbitat
És un peix marí, de clima subtropical i demersal.

## Distribució geogràfica
Es troba a l'oceà Pacífic oriental: des de Point Conception (Califòrnia, els Estats Units) fins al sud de la Baixa Califòrnia (Mèxic).

## Observacions
És inofensiu per als humans.